# Stiphodon sapphirinus
Espèce
Statut de conservation UICN

 LC  : Préoccupation mineure
Stiphodon sapphirinus est une espèce de poissons de la famille des Gobiidae.

## Distribution
Cette espèce est endémique de Nouvelle-Calédonie, elle se rencontre dans les rivières de la Grande Terre.

## Description
C'est un gobie qui mesure jusqu'à 30,4 mm de long.

## Publication originale
- Watson, Keith & Marquet, 2005 : Stiphodon sapphirinus, a new species of freshwater goby from New Caledonia (Gobioidei: Sicydiinae). Cybium, vol. 29, n. 4, p. 339-345 (texte original).